# 에티엔 질송
에티엔 질송(Étienne Gilson)은 1884년 6월 13일 파리 7구에서 태어나 1978년 9월 19일 오세르에서 사망한 프랑스의 철학자이자 철학사가이다.
질송은 릴 대학교, 스트라스부르 대학교, 소르본, 하버드 대학교, 토론토 대학교, 고등연구실습원(EPHE), 콜레주 드 프랑스에서 교수를 역임했으며, 아카데미 프랑세즈 회원이었다. 또한 질송은 레지옹 도뇌르 그랑도피시에 훈장과 1914-1918 전쟁십자장을 수여받았다.
질송은 본인의 저서에서 중세 철학사를 전문적으로 다루며 철학의 역사적 분석에 크게 기여했다. 철학자로서 질송은 토마스 아퀴나스의 저작을 바탕으로 실재론을 옹호했다.

## 생애
질송은 리세 앙리 4세를 졸업, 이후 뤼시앵 레비브륄(Lucien Lévy-Bruhl) 지도하에 1913년 데카르트의 자유와 신학(La Liberté chez Descartes et la théologie)이라는 제목의 논문으로 소르본에서 박사학위를 취득한다.
그의 초기 관심사는 데카르트였다. 그러나 박사논문 집필중 데카르트의 철학에서 중세철학의 영향을 인지하고 향후 연구의 방향을 중세사상, 특히 토마스 아퀴나스의 철학과 신학으로 전환하게 되면서 중세사상사 연구의 새로운 지평을 열게 된다.
소르본에서 교수자격시험(Habilitation)에 통과한 이후 스트라스부르 대학교와 릴 대학교에서 중세철학 교수로 재임했으며 이후 1921년부터 자신의 모교인 소르본에서 11년 동안 교수활동을 하게 된다. 이 기간 동안 그는 프랑스 고등연구실습원(EPHE)에서 중세철학 연구원장으로, 그리고 1923년에는 콜레주 드 프랑스에서 철학사 분과 책임자로 시무하게 된다.
질송의 활동은 프랑스와 유럽에만 국한되지 않았다. 1929년 캐나다의 토론토 대학교에 교황청립중세연구소(Pontifical Institute of Mediaeval Studies)를 창설하고 미국의 하버드 대학교 등에서 초청교수로 활동하며 북미에서의 중세사상사 연구에 새로운 전기를 마련했다.
이와 같은 활발한 활동으로 1946년 프랑스의 최고의 지성인들에게만 허락되는 아카데미 프랑세즈의 회원이라는 영예까지 얻기에 이른다.
질송의 연구가 갖는 가장 큰 의미는 당시 20세기초까지 팽배했던 중세사상에 대한 통념, 즉 중세시대의 사상들은 철학이 아닌 신학이며 고대철학과 데카르트를 시작으로 한 근대철학 사이에 전혀 철학이 존재하지 않았다는 기존의 통념에 대항하여 자크 마리탱 등과 함께 중세의 기독교 철학이 역사적으로 분명히 존재했음을 증명하기 위해 노력했다는 점을 들 수 있다. 물론 그가 기독교 철학의 개념 및 그것의 역사적 존재 여부에 대한 주장을 발표한 직후로부터 그의 입장은 커다란 논란을 일으켰고 이로 인해 질송은 생의 마지막 순간까지 이 문제와 관련하여 끊임없는 논쟁을 거듭해야 했으며, 그의 사후 사실상 그가 주장한 바 기독교 철학으로서의 중세철학이라는 개념이 오늘날 대다수의 중세학자들이 일종의 형용모순으로 간주하고 있는 것은 분명한 사실이다. 하지만 다른 한편으로 그가 이 개념을 통해 20세기 중세철학사에 대한 관심을 증폭시킨 동시에 중세철학사 연구의 새로운 지평을 개척한 것은 물론, 이를 통해 물론 중세철학이 역사적 "존재"했음을 확정하는데 결정적인 역할을 수행한 점에서 중세철학사 연구의 발전에 지대한 공로를 세운 것은 부인할 수 없는 사실이다. 이 점은 그의 남긴 수많은 연구성과와 그를 반영하는 저작들이 아직까지도 중세사상사를 연구하는 모든 학자들은 물론 중세에 관심을 가진 모든 독자들에게 필독서로서 읽히고 있음이 방증한다.

## 주요저서
- La Liberté chez Descartes et la Théologie, Alcan, 1913.
- Le thomisme, introduction au système de saint Thomas, Vrin, 1919.
- Études de philosophie médiévale, Université de Strasbourg, 1921.
- La philosophie au moyen-âge, vol.I : De Scot Erigène à saint Bonaventure, Payot, 1922.
- La philosophie au moyen-âge, vol.II : De saint Thomas d’Aquin à Guillaume d’Occam, Payot, 1922.
- La philosophie de saint Bonaventure, Vrin, 1924.
- René Descartes. Discours de la méthode, texte et commentaire, Vrin, 1925.
- Saint Thomas d’Aquin, Gabalda, 1925.
- Introduction à l’étude de Saint Augustin, Vrin, 1929.
- Études sur le rôle de la pensée médiévale dans la formation du système cartésien, Vrin, 1930.
- L’esprit de la philosophie médiévale, Vrin, 1932.
- Les Idées et les Lettres, Vrin, 1932.
- Pour un ordre catholique, Desclée de Brouwer, 1934.
- La théologie mystique de saint Bernard, Vrin, 1934.
- Le réalisme méthodique, Téqui, 1935.
- Christianisme et philosophie, Vrin, 1936.
- The Unity of Philosophical Experience, Scribner's, 1937.
- Héloïse et Abélard, Vrin, 1938.
- Dante et philosophie, Vrin, 1939.
- Réalisme thomiste et critique de la connaissance, Vrin, 1939.
- Théologie et histoire de la spiritualité, Vrin, 1943.
- Notre démocratie, S.E.R.P., 1947.
- L’être et l’essence, Vrin, 1948.
- Saint Bernard, textes choisis et présentés, Plon, 1949.
- L’École des Muses, Vrin, 1951.
- Jean Duns Scot, introduction à ses positions fondamentales, Vrin, 1952.
- Les métamorphoses de la cité de Dieu, Vrin, 1952.
- Peinture et réalité, Vrin, 1958.
- Le Philosophe et la Théologie, Fayard, 1960.
- Introduction à la philosophie chrétienne, Vrin, 1960.
- La paix de la sagesse, Aquinas, 1960.
- Trois leçons sur le problème de l’existence de Dieu, Divinitas, 1961.
- L’être et Dieu, Revue thomiste, 1962.
- Introduction aux arts du Beau, Vrin, 1963.
- Matières et formes, Vrin, 1965.
- Les tribulations de Sophie, Vrin, 1967.
- La société de masse et sa culture, Vrin, 1967.
- Hommage à Bergson, Vrin, 1967.
- Linguistique et philosophie, Vrin, 1969.
- D’Aristote à Darwin et retour, Vrin, 1971.
- Dante et Béatrice, études dantesques, Vrin, 1974.
- Saint Thomas moraliste, Vrin, 1974.
- L'athéisme difficile, Vrin, 1979